# ایوچپ-ماکسیون
ایوچپ-ماکسیون (انگلیسی: Iochpe-Maxion) شرکت ترابری برزیلی است، که در سال ۱۹۱۸ تأسیس شد.